# Рене Петі
Рене Петі (фр. René Petit, 8 жовтня 1899, Дакс — 14 жовтня 1989, Ондаррибія) — французький футболіст, півзахисник і нападник. Відомий виступами, зокрема, в складі клубів «Реал Мадрид» і «Реал Уніон». Чотириразовий володар Кубка Короля. У складі національної збірної Франції півфіналіст Олімпійських ігор 1920.

## Біографія
Народився у французькому місті Дакс, хоча його родина на проживала в ньому. Мати Рене, іспанка за походженням, прибула туди на короткочасний період для лікування термальними водами. Дитинство пройшло в іспанській провінції Гіпускоа, у містах Ірун та Фуентеррабіа. Ірун був кінцевим пунктом залізничної мережі, над якою працював його батько, головний інженер Компанії залізниць у Північній Іспанії (Compañía de Ferrocarriles del Norte de España); саме робота Петі-старшого і привела французьку сім'ю до Країни Басків. У 12 років Рене переїхав до Мадрида для здобуття освіти в престижній школі Ель Пілар (El Colegio Nuestra Señora del Pilar), де вже проходив навчання його старший брат Жан (Хуан). Там Рене не без впливу брата і почав грати у футбол. У 1913 Жан і Рене звернули на себе увагу мадридського «Реала» і незабаром поповнили склад його резервної команди.

## «Реал Мадрид»
За основну команду «Мадрида» (приставка «Реал», тобто «Королівський», була додана до назви клубу в 1920 році) Рене Петі дебютував у 1914 році, у п'ятнадцятирічному віці, ставши таким чином одним з наймолодших футболістів, які грали в офіційних матчах за головну команду клубу. Сезон 1914/15 став справжнім проривом для Рене, який відразу ж зарекомендував себе чудовим футболістом. Більше того, юний Петі демонстрував розвинені не за роками якості лідера і нестандартний підхід до гри. Він демонстрував більш творчий і розкутий футбол, тож незабаром став центральною фігурою в команді. Розумна, заснована на винятковому дріблінгу, тонка гра у виконанні Петі стала одкровенням для футбольної Іспанії 1910-х років. В сезоні 1915/16 клуб здобув перемогу в регіональному чемпіонаті Кастилії та Арагону і отримав путівку в головний футбольний турнір Іспанії того часу — Кубок Іспанії з футболу (Кубок Короля). Окрасою турніру стала півфінальна серія з чотирьох матчів проти «Барселони» (1:2, 4:1, 6:6, 4:2. Вийшовши переможцем із цієї виснажливої дуелі, що вмістилася в рамках одного тижня, столичний клуб поступився у фіналі «Атлетіку» з Більбао (0:4).
Протистояти найсильнішому на той момент іспанському клубу «Реал» поки що не в змозі. Однак справа не тільки в силі більбаїнців: зрештою, на один матч проти фаворита можна було б налаштуватися. Головна причина розгрому криється… у півфіналі. Суперник «Атлетіка» на цій стадії, «Фортуна» з Віго, знімається зі змагання, і баски проходять у фінал без боротьби. А ось нашим героям для цього доводиться провести 4 (!!!) матчі з «Барселоною», оскільки поняття "додатковий час тоді ще не існує. Ця битва розтягується на тиждень. Після 1:2, 4:1 і 6:6 (!!!) «Реал» все-таки бере гору в найдраматичнішому поєдинку, в якому до перерви рахунок відкриває знаменитий барселонський «ромпередес» (розривник сіток) Пауліно Алькантара, а потім Сантьяго Бернабеу не реалізує пенальті. Але в другому таймі у мадридців відкривається вже невідомо яке за рахунком дихання, і вони проводять чотири м'ячі, на що господарі відповідають лише одним. Це, безумовно, заслуговує на повагу, але чи варто говорити, що після такого марафону «вершкові» ледве волочать ноги і, навіть дивом уникнувши травм, у фіналі на барселонській «Ла Індустрії» нічого не можуть заперечити чудово провівшому час і повному силам «Атлетіку». За однією з версій, саме тоді і саме гравцями «Реала» було вигадано прізвисько вболівальників «Барси» — «кулес» («задниці»). Справа в тому, що, йдучи на фінальну гру з басками, гравці піднімали очі і бачили нависаючі над їхніми головами (це конструктивна особливість «Ла Індустрії», де трибуни не були закриті знизу, а лавки — вузькі) зади місцевих фанів. — Євген Панкратов. «Біла буря над Європою»
У сезоні 1916/17 «Мадрид» знову здобуває перемогу в регіональному турнірі та отримує шанс виступити в Кубку. У 1/4 фіналу клуб переміг «Севілью» (8:1 та 1:2), у півфіналі переграв барселонську «Еспанью» (4:1 та 1:3). У фіналі суперником «Мадрида» знову виявляється баскський клуб — «Аренас» з Гечо, що в регіональному турнірі від вирвав путівку на турнір у сусідів з Більбао, переможців попереднього розіграшу. 15 травня 1917 року в переграванні фінального матчу Кубка Короля проти «Аренаса» гол та гольова передача Рене Петі на 75-й та 113-й хвилинах відповідно принесли «Мадриду» вольову перемогу (2:1) і перший національний трофей після 1908 року. Рене — єдиний у чемпіонській команді футболіст, який не має іспанського підданства. Його старший брат, який також успішно грав за «Реал» з 1914 року, не зміг розділити цей успіх, оскільки був призваний до французької армії. Тяжке поранення, отримане Жаном Петі в ході однієї з битв Першої світової війни, поставило хрест на його футбольній кар'єрі.

## «Реал Уніон» та збірна Франції

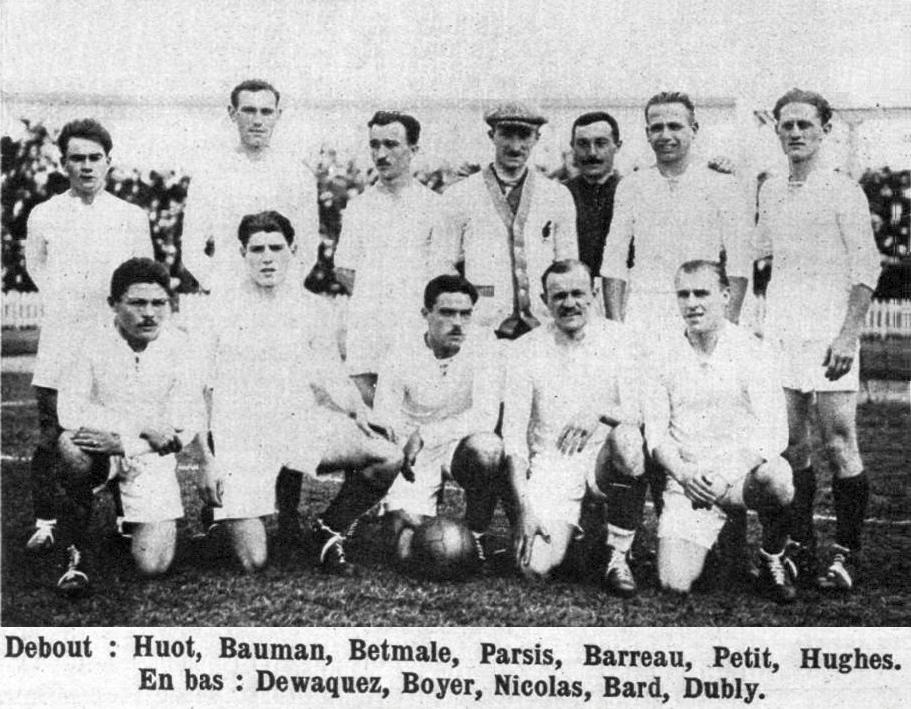
Франція на олімпійських іграх 1920. Петі другий справа у верхньому ряду

Рене, якому ледве виповнилося 18 років, вирішив залишити мадридський клуб, щоб бути ближче до сім'ї у важкий воєнний час. В кінці 1917 він став гравцем футбольного клубу «Реал Уніон», що представляє прикордонний з Францією Ірун. Хоча у Мадрид він продовжує навідуватись на навчання: Петі отримував інженерну освіту. У травні 1918 року Рене Петі втретє поспіль грає у фіналі Кубка Короля. «Реал Уніон» зустрічався з колишнім клубом Петі «Мадридом» і переміг 2:0. В 1918 році Рене був призваний у французьку армію, як і його брат кількома роками раніше. Участі в бойових діях Рене взяти не встиг, так як війна закінчилась, зате потрапив у футбольний клуб «Стад Борделе» (Stade Bordelais), у складі якого виступав до 1920 року.
Виступаючи на батьківщині, Петі отримав нагоду зіграти в складі національної збірної Франції. Рене взяв участь у двох матчах на футбольному турнірі Олімпійських Ігор 1920 року в Антверпені, де французька збірна дійшла до півфіналу. Команда могла продовжити боротьбу за медалі, але відмовилася від участі у матчі за друге місце, що стало вакантним через дискваліфікацію Чехословаччини.
Після Олімпіади Рене Петі повернувся до Іруна і відновив кар'єру в «Уніоні». Наступні 13 років Петі проводить у футболці клубу з Гіпускоа, раз у раз перериваючись на навчання та роботу за спеціальністю. У 20-х роках «Реал Уніон» регулярно перемагав у регіональному чемпіонаті і пробивається до головного турніру Іспанії. Клуб Петі ще тричі грає у фіналах Кубка Короля, і двічі приводить свою команду до завоювання трофеїв. Рене був лідером команди та однією з найбільших зірок разом з Луїсом Регейро. В 1924 році Петі отримує запрошення від збірної Франції взяти участь у футбольному турнірі паризької Олімпіади. Через загрозу дворічної дискваліфікації з боку іспанської федерації футболу, він відмовився і таким чином поставив крапку у своїй міжнародній кар'єрі.

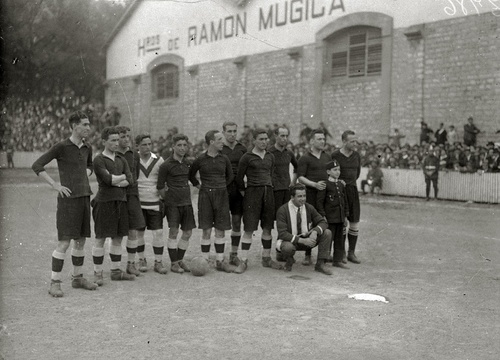
«Реал Уніон» в фіналі Кубка Короля 1924 року. Петі крайній справа

У 1929 році «Уніон» займає передостаннє, дев'яте місце в дебютному сезоні іспанської Прімери, зупинившись за крок від вильоту. У двох наступних чемпіонатах клуб з Іруна фінішує шостим і сьомим. В 1930 році Петі разом з «Уніоном» взяв участь у представницькому Кубку Націй, у якому грали провідні клуби десяти європейських країн. Іспанці вилетіли у чвертьфіналі від чехословацької «Славії». Петі забив гол, але його клуб поступився супернику з рахунком 1:2. 
Перед початком і під час сезону 1931/32 «Реал Уніон» втратив багатьох своїх найкращих гравців. В підсумку клуб зайняв 10-те місце у Прімері і вилетів у нижчий дивізіон. На той час Рене Петі уже не грав регулярно у складі «Уніона», займаючись інженерними проектами. У 1933 році він завершив кар'єру гравця.

## Після футболу
Незважаючи на майже двадцятирічну футбольну кар'єру і значні спортивні досягнення, гра у футбол для Рене Петі ніко и не була пріоритетним заняттям. Вже після закінчення футбольної кар'єри він прославився як талановитий інженер, який багато зробив для відновлення дорожніх і гідротехнічних об'єктів у постраждалій від Громадянської війни Країні Басків.
У 1934 році дипломований спеціаліст Рене Петі приступає до роботи над спорудою водосховища Ієса (провінція Гіпускоа). Через громадянську війну її довелося перервати, а сам Петі був запідозрений новими владою у зв'язках з повстанцями і був висланий у Францію. У 1937 році він повернувся в Ірун і навіть став посередником у переговорах між урядом Франко і футболістами збірної Країни Басків, які не прийняли падіння республіки і брали участь у знаменитому благодійному турне Європою. Після війни Петі працював над деякими дорожньо-транспортними проектами у Фуентеррабіа; також він взяв участь у відновленні в Більбао зруйнованих війною мосту Ареналь та водосховища Ебро. Потім повернувся до головного проекту свого життя — Єсе. У 1950-х роках Петі вже як головний інженер завершував будівництво за власним проектом, прийнятим замість початкового ще на початку 1940-х. Водосховище Ієса, урочисто відкрите в 1959 рік, стало найважливішою гідротехнічною спорудою Арагону і Наварри, а Рене Петі — одним з найшановніших людей в Країні Басків. У 1959—1969 р.р. обіймав посаду начальника громадських робіт у провінції Гіпускоа, а після виходу на пенсію був нагороджений Орденом Громадянських заслуг (Орденом Великого Хреста) за видатні громадянські заслуги. Останні роки життя провів у Фуентеррабіа.

## Досягнення
Реал Мадрид
- Володар Кубка Короля: (1) 1917
- Фіналіст Кубка Короля: (1) 1916
- Чемпіон Кастільї і Арагона: (2) 1915/16, 1916/17

Реал Уніон
- Володар Кубка Короля: (3) 1918, 1924, 1927
- Фіналіст Кубка Короля: (1) 1922
- Чемпіон Гіпускоа: (7) 1920/21, 1921/22, 1923/24, 1925/26, 1927/28, 1929/30, 1930/31
- Чемпіон Біскаї: (1) 1917/18

## Статистика виступів

### Статистика виступів за збірну
| Дата       | Місто     | Господарі | Результат | Гості          | Турнір        | Голи | Примітки |
| ---------- | --------- | --------- | --------- | -------------- | ------------- | ---- | -------- |
| 29/08/1920 | Антверпен | Франція   | 3 – 1     | Італія         | ОІ 1920 - 1/4 | -    |          |
| 31/08/1920 | Антверпен | Франція   | 1 – 4     | Чехословаччина | ОІ 1920 - 1/2 | -    |          |
| Усього     |           | Матчів    | 2         |                | Голів         | 0    |          |